# Przygody wojenne
Przygody wojenne. Powieść dla dzieci. – przygodowa powieść wojenna dla dzieci i młodzieży Władysława Umińskiego z 1919 roku. Powieść opowiada o tytułowych przygodach kilkorga dzieci z polskiej wsi podczas I wojny światowej.

## Historia wydań
Powieść miała tylko jedno wydanie; wydało ją wydawnictwo Gebethner i Wolff w 1919 roku. W 1920 powieść przedrukowano w czasopiśmie polonijnym „Polak w Brazylii”.

## Fabuła
Osią fabuły są tytułowe przygody wojenne; a bohaterami są dzieci, które uciekają z zaatakowanej wsi. Przeżywają liczne przygody, nieraz traumatyczne: uciekają spod ostrzału, chowają się w piwnicach i okopach, są niesprawiedliwie oskarżone o kradzież i szpiegostwo, bite rózgami, a nawet ranne trafiają do szpitala polowego. Bardziej pozytywne przygody to podróż samolotem wojskowym. Po wojnie jeden z głównych bohaterów, Kubuś, wraca do swojej wioski, gdzie pomaga ojcu, który stracił rękę na wojnie, w organizowaniu gospodarstwa.

## Analiza
Krystyna Kuliczkowska zauważyła, że była to jedna z dwóch wojennych powieści Umińskiego (drugą jest Krwawa Dola).

## Odbiór
Według Kuliczkowskiej powieści wojenne Umińskiego „zostały surowo ocenione przez krytykę”. Jednak Krzysztof Ziomek w 2023 stwierdził, że powieść ta „oprócz funkcji dydaktycznych w zakresie historii narodowej zawierała również istotne walory wychowawcze”.
Powieść zrecenzowała Aniela Szycówna w „Przeglądzie Pedagogicznym” w 1918 roku. Szycówna skrytykowała książkę, pisząc, że o ile przedstawia ona „ciekawe przygody” i „okropności wojny”, nie zawiera informacji o przyczynach i znaczeniu tego konfliktu, w tym o odzyskaniu niepodległości przez Polskę, przez co posiada niewielką wartość edukacyjną.